# Antonín Jelínek (spisovatel)
Antonín Jelínek (10. července 1930 Praha – 25. května 2008 tamtéž) byl český literární historik, kritik, vysokoškolský pedagog a editor. Byl členem českého PEN klubu a členem či předsedou Obce spisovatelů.

## Život
V roce 1949 maturoval na reálném gymnáziu. Poté studoval v letech 1949–1953 filosofickou fakultu Univerzity Karlovy, obor český a ruský jazyk. Češtinu studoval u Karla Krejčího, Jana Mukařovského, Jana Blahoslava Čapka, Františka Jílka-Oberpfalzera a Vladimíra Šmilauera, ruštinu pak u Bohumila Mathesia.
V letech 1953–1970 byl zaměstnán na katedře české literatury FF UK, přičemž v letech 1953–1956 byl vědeckým aspirantem a v letech 1956–1964 odborným asistentem. V roce 1959 obhájil kandidátskou práci (CSc.) na téma dílo Vítězslava Nezvala. Na stejné téma vypracoval i dosud nejobsáhlejší studii o veškerém díle Vítězslava Nezvala, kterou se v roce 1964 habilitoval a byl jmenován docentem (doc.). V roce 1962 získal Cenu nakladatelství Československý spisovatel za monografii Vítězslav Nezval. Doktorem filosofie (PhDr.) se stal na základě kandidátské disertace (1969).
V letech 1968–1969 byl poradcem předsedy vlády Oldřicha Černíka. Po roce 1970 mu byla jeho pedagogická činnost omezována. V letech 1971–1974 mohl přednášet pouze o starší české literatuře, na počátku roku 1975 byl z fakulty propuštěn z politických důvodů. Pracoval nejprve jako řidič, od května 1975 byl pracovníkem japonského velvyslanectví v Praze – zpočátku působil v oboru propagace japonské kultury, později v tiskovém a politickém oddělení, od roku 1993 byl poradcem velvyslance. V červenci 1995 odešel do důchodu. V roce 1996 mu japonská vláda udělila Řád posvátného pokladu se zlatými paprsky a rozetou.
Souběžně byl v letech 1981–1990 vedoucím literárních kursů na Lidové konzervatoři při středočeském KNV. V letech 1990–2006 externě vyučoval na katedře české literatury a literární vědy FF UK (vedl semináře o současné české literatuře) a na katedře scenáristiky FAMU (kurs moderní české literatury). V letech 1996–2002 byl předsedou Obce spisovatelů.
Literárněkritické stati uveřejňoval v Literárních novinách, Orientaci, Nových knihách, Lidových novinách, Právu a v řadě sborníků. Kritickými poznámkami o vycházejících knihách přispíval také do Nakladatelského měsíčníku Naše vojsko, publikoval v rubrice „Kritický metr na metr knih“ periodika Orientace (1966–1970)
.
Některé kratší příspěvky podepisoval šifrou Aj, -aj-, Je.
„Jako literární historik se soustředil zejména k analýze a výkladu tvorby Vítězslava Nezvala a později i k širší problematice meziválečné avantgardy. Jako kritik soudobé české a částečně i slovenské literatury Jelínek sledoval souvislost posuzovaného díla s dobou i míru jeho umělecké originality a jeho přínos pro pohyb literárního kontextu. Ve shodě se svou literárněhistorickou orientací oceňoval zvláště poezii a prózu fantazijního, otevřeného, nedosloveného typu.“ 
V 50. a 60. letech spolupracoval s Československým rozhlasem (literární pásma, medailony aj.). V roce 1968 se autorsky podílel na dokumentárním rozhlasovém cyklu Avantgarda bez legend a mýtů. V 80. letech sestavil pásma o Janu Nerudovi, Jakubu Arbesovi, třídílný literární pořad o F. X. Šaldovi a pod jménem spoluautorky Ludi Marešové uvedl rozhlasovou hru na motivy japonského spisovatele Kenzaburó Oé Mladík, který se opozdil (1987). Od roku 1993 se s Luďou Marešovou podílel na pravidelném rozhlasovém cyklu hovorů o aktuálních problémech Balvany.
Mezi jeho přátele patřili např. Václav Daněk a Milan Schulz: „Je to zvláštní. V posledních letech jsem najednou začal obzvláště intenzivně vzpomínat na doby, kdy jsme s Tondou Jelínkem začínali hlavně s Nezvalem. A pídil jsem se všelijak – na dálku ovšem – po pramenech. Věděl jsem dobře, že nejlepší pramen je Tonda.“ (Milan Schulz v .)
Antonín Jelínek byl několikrát členem poroty soutěže TRILOBIT, třikrát jejím předsedou. Jako předseda Obce spisovatelů úzce spolupracoval s Fitesem, Obcí překladatelů a Dilií na uzavření smlouvy (dnes již zrušené) o autorských honorářích s Českou televizí.

## Antonín Jelínek ve vzpomínkách
„Ačkoli byl zaměstnán na katedře české literatury jako docent, nebyl typem katedrového vědce,“ říká o něm ve svém nekrologu Milan Jungmann, a dodává: „ba naopak: hojně publikoval časopisecky a v rozhlase a usiloval o popularizaci kulturních hodnot… Jako jeho starší kolega jsem byl vždycky, když jsme se potkali, potěšen.“ Ano, tu poslední Milanovu větu mohou potvrdit mnozí další včetně mě. Neboť docent Antonín Jelínek byl i v těžkých časech rozsévačem dobré nálady.
S Antonínem Jelínkem jsem se poznal v době, kdy na fakultě spolu s Milanem Schulzem psal společnou studii o Nezvalově „Zpěvu míru“. Tehdy tato báseň vyvolala spoustu studentských parodií, potají jsme si je vyměňovali, Toník se tohoto konání účastnil s velkou chutí nadaného ironika a nepřekonatelného vypravěče humorných historek a anekdot. … Podezřívali jsme ho, že si je i sám vymýšlí. Málokdy totiž byl v jeho vypravěčské sbírce vtip už předtím slyšený. Ze své tlusté paměti leckdy vytáhl pichlavou sentenci i celou pasáž z literatury, ať staročeské, ať haškovské.
Studenti ho milovali i jako rozsévače hluboké erudice. Sám jsem byl účastníkem jednoho studentského zájezdu do nezvalovských vesniček, do Třebíče, do Městečka T., v nezvalovské bibliografii utajovaného. Způsob, jímž Toník studentům zprostředkoval tu studentsky lehkovážnou lyrickou pornografii, je všecky očaroval. Na jedné zahradě, už nevím, zda v Dalešicích nebo někde jinde, nám ukázal i strom, pod nímž Nezval napsal v prázdninovém létě svého Edisona. Nedlouho poté, po Pražském jaru sovětskými tanky v srpnu převálcovaném, se ve svém domě, na své fakultě, na katedře češtiny a české literatury, stal pouhým podnájemníkem. Směl vyučovat pouze starší českou literaturu.

## Dílo
- Vítězslav Nezval. Praha: Československý spisovatel, 1961. Edice Profily, svazek 3.

### Účast v týmové práci
- JŮZL, Miloš a kol. Dějiny umělecké kultury. 1. Praha: Státní pedagogické nakl., 1990. 367 s. Učebnice pro střední školy. ISBN 80-04-22192-0.

### Příspěvky ve sbornících a almanaších
- Na Nezvala vzpomínám docela rád. In: HOLÝ, Jiří, ed. Tato fakulta bude rudá!: katedra české literatury Filozofické fakulty Karlovy univerzity očima pamětníků a dokumentů. Praha: Akropolis, 2009, s. 181–208. ISBN 978-80-87310-03-8. (Rozhovor s A. Jelínkem vedl Jiří Holý.)
- FUKS, Ladislav a TUŠL, Jiří, ed. Moje zrcadlo: vzpomínky, dojmy, ohlédnutí. 2., uprav. vyd. Praha: Mladá fronta, 2007. 415 s., [8] s. obr. příl. ISBN 978-80-204-1688-9.
- JUSTL, Vladimír, ed. Anna Ludmila Langerová: pozdravy k 95. narozeninám. Praha: Kvarta, 1998. 33 s. ISBN 80-85570-92-0.
- Bedřich Václavek. In: Z dějin české literární kritiky. Praha: Nakl. politické literatury, 1965, s. 439–474. Edice Teorie, tvorba, tvůrci, sv. 3.
- DROZD, Miroslav, ed. a FISCHER, Jan Otokar, ed. Příspěvky k teorii socialistického realismu. Praha: Státní pedagogické nakl., 1960. 142 s. Acta Universitatis Carolinae. Philologica-supplementum 1960.
- BURIÁNEK, František, ed. O české satiře: sborník statí. Praha: SPN, 1959. 311, [1] s.[2][1]

### Editor
- Osudy dívek: povídky našich a světových autorů. Praha: Albatros, 1973. Edice světových autorů. Klub mladých čtenářů. [Výbor povídek různého literárního typu a stylu, různého pojetí děje a stavby postav; přinášejí proměnlivý obraz psychiky a osudu dívek v různých osobních i společenských podmínkách; M. Rázus, Stendhal, Guy de Maupassant, A. P. Čechov, I. A. Bunin, R. Svobodová, M. Majerová, B. Benešová, M. Pujmanová, J. Wolker, J. Hůlka, K. Konrád, K. Nový.]
- Slovo básníka: verše Jiřího Wolkera, Konstantina Biebla a Vítězslava Nezvala. Praha: Mladá fronta, 1971.
- Pro a proti: Kritická ročenka 1962. Editoři Miroslav Drozda, Antonín Jelínek a Jaroslav Opavský. Praha: Československý spisovatel, 1963. [Soubor vybraných časopiseckých kritik z roku 1962 následujících autorů: Milan Schulz (1930–2014), Jiří Brabec (1929–), Josef Brukner (1932–2015), Růžena Grebeníčková (1925–1997), Jiří Honzík (1924–2018), Jiří Hájek (1919–1994), Jaroslav Janů (1908–1969), Milan Jungmann (1922–2012), Dušan Karpatský (1935–2017), Peter Karvaš (1920–1999), Jan Kopecký (1919–1992), Sergej Machonin (1918–1995), Alexander Matuška (1910–1975), Jaroslav Opavský (1920–1985), Jiří Opelík (1930–), Jan Petrmichl (1921–1964), Oleg Sus (1924–1982), Miloš Vacík (1922–1999), Jaroslav Vostrý (1931–), František Vrba (1920–1985), Jan Werich (1905–1980), Pavol Števček (1932–2003).]
- Rozlet: Almanach nových autorů. Editoři Jiří Hájek, Antonín Jelínek, Vlastimil Maršíček, Jiří Marek, Oldřich Nouza, Michal Sedloň. Praha: Mladá fronta, 1954.

## Upozornění na záměnu
V některých zdrojích bývá doc. Antonín Jelínek zaměňován s publicistou Antonínem Jelínkem (také nar. 1930), redaktorem Mladého světa, který je mj. autorem knih Dostihová čítanka (1991), Malé Carlo: společenské hry ze soutěže týdeníku Mladý svět (1968) a spoluautorem knihy Koně formule 1/1 (1985).